# Cercles
Cercles är en kommun i departementet Dordogne i regionen Nouvelle-Aquitaine i sydvästra Frankrike. Kommunen ligger i kantonen Verteillac som tillhör arrondissementet Périgueux. År 2018 hade Cercles 186 invånare.

## Befolkningsutveckling
Antalet invånare i kommunen Cercles
Referens:INSEE

## Galleri

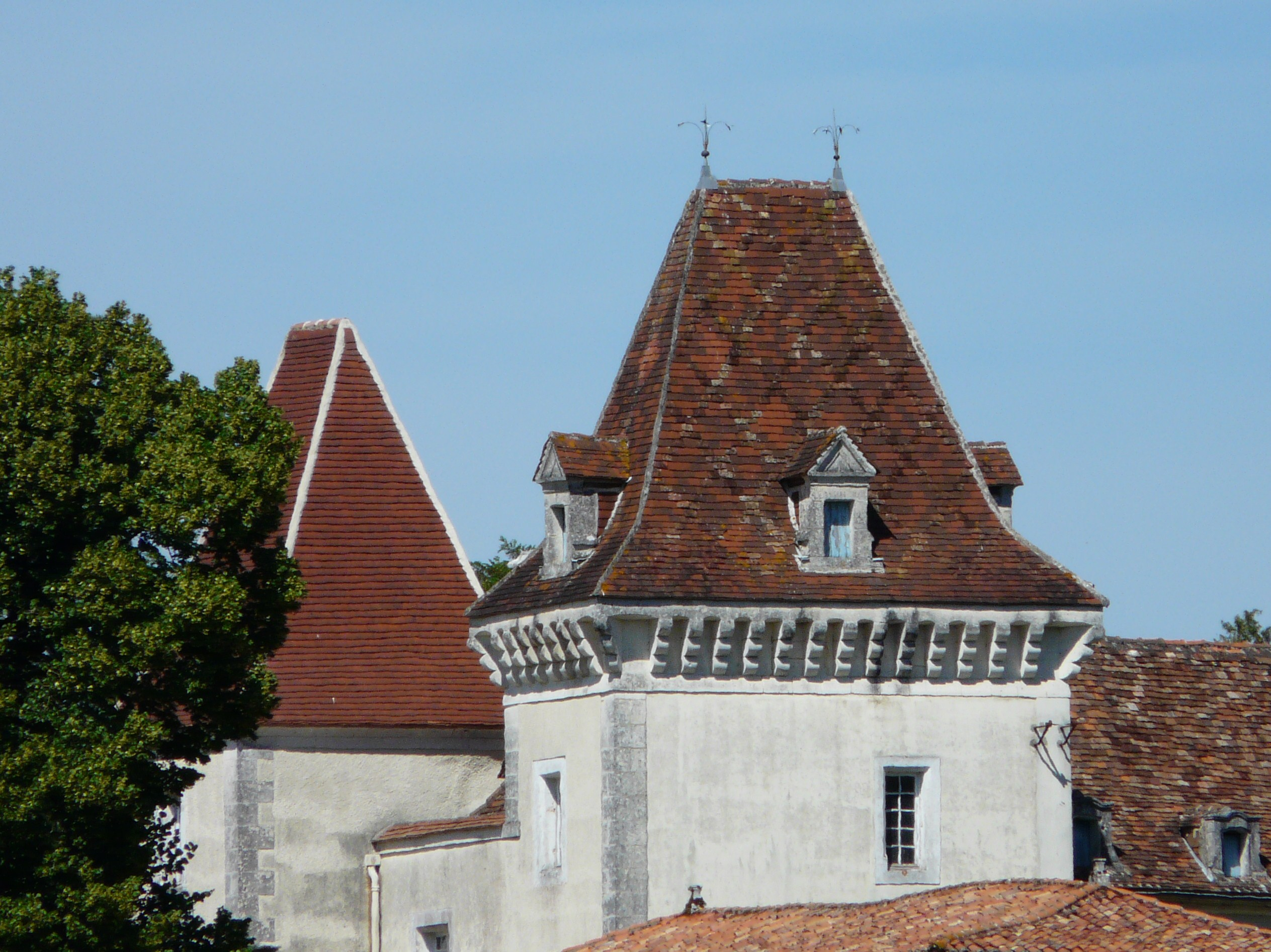
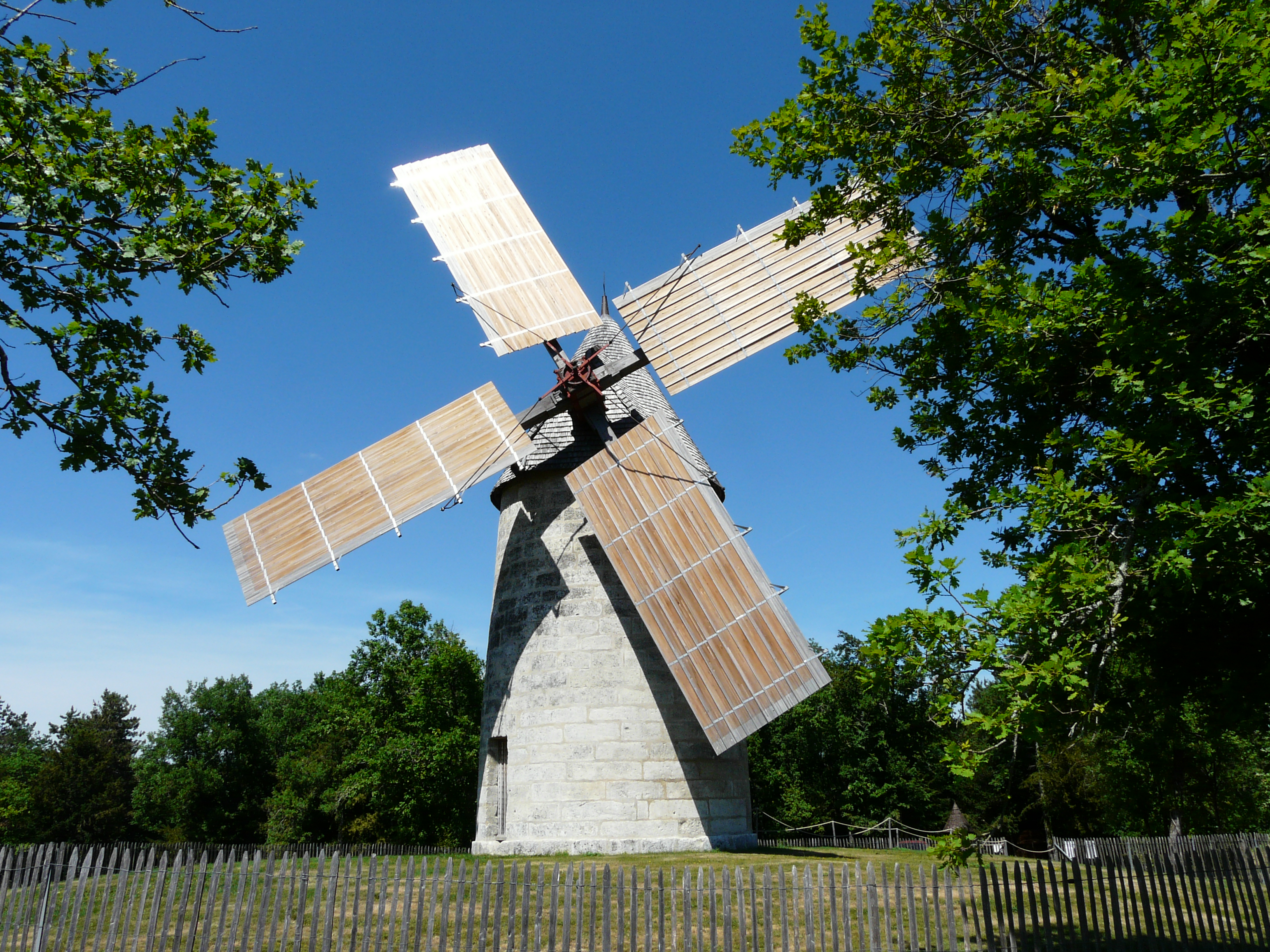
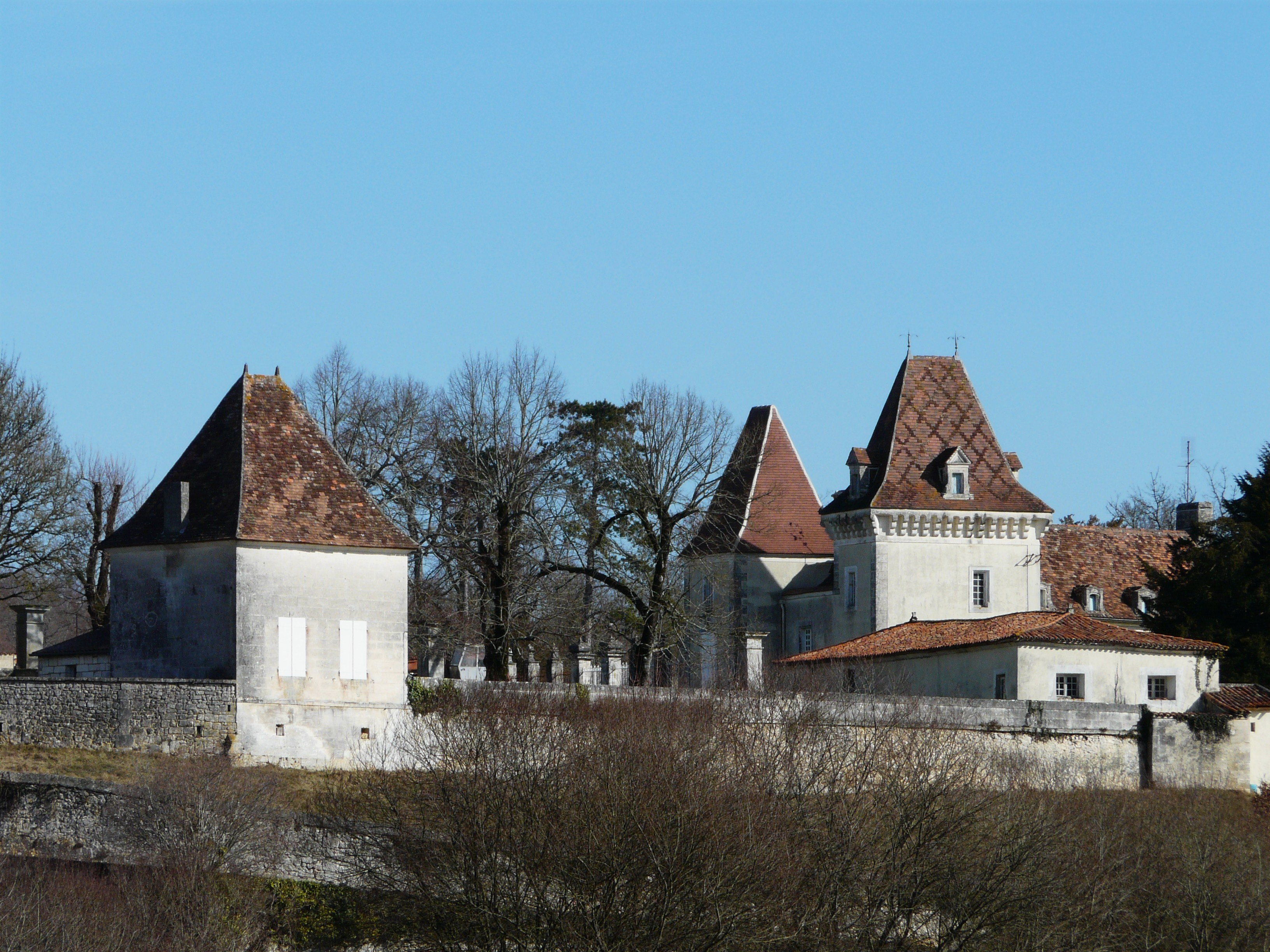
Château de Fongrenon.
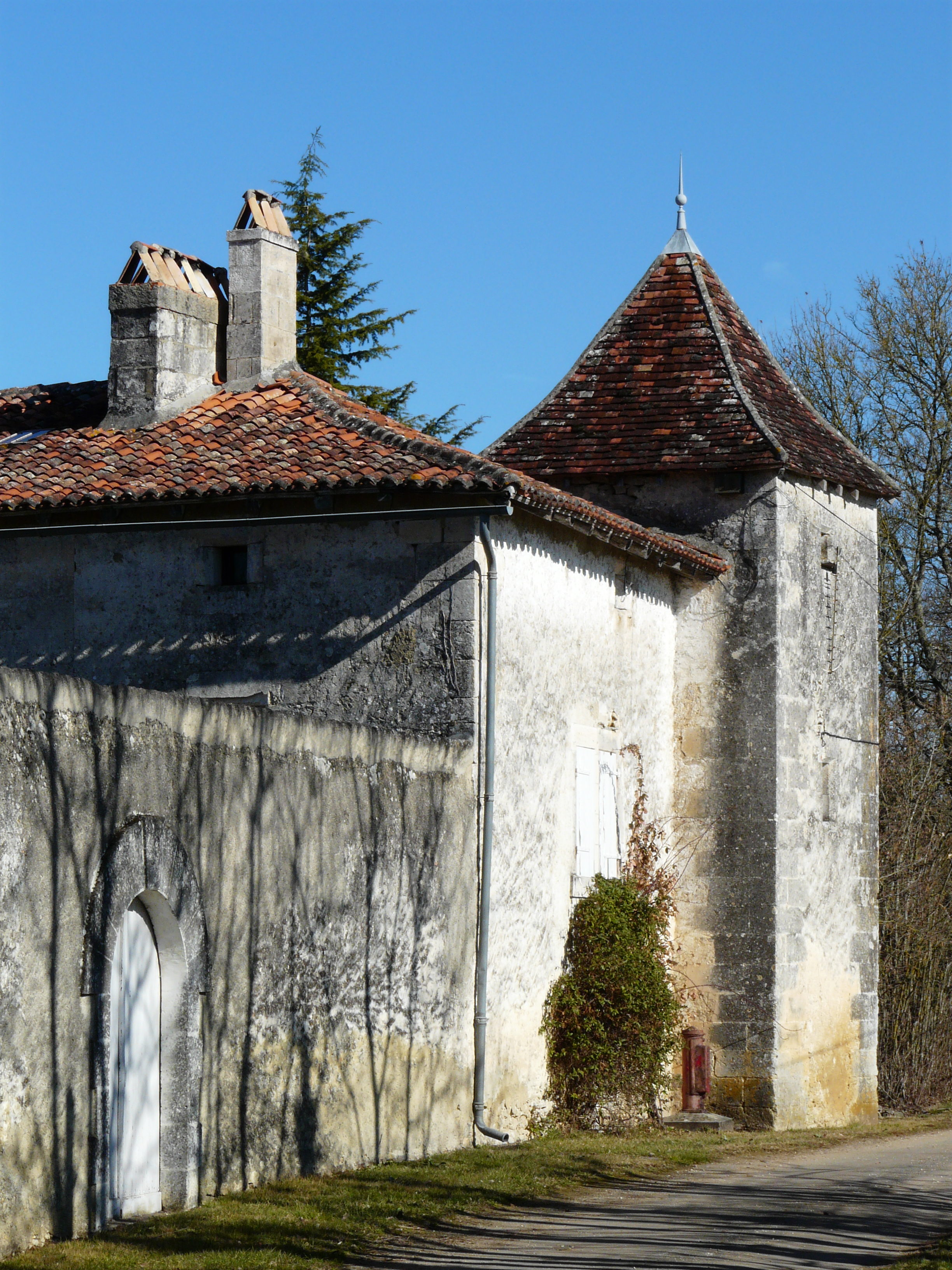
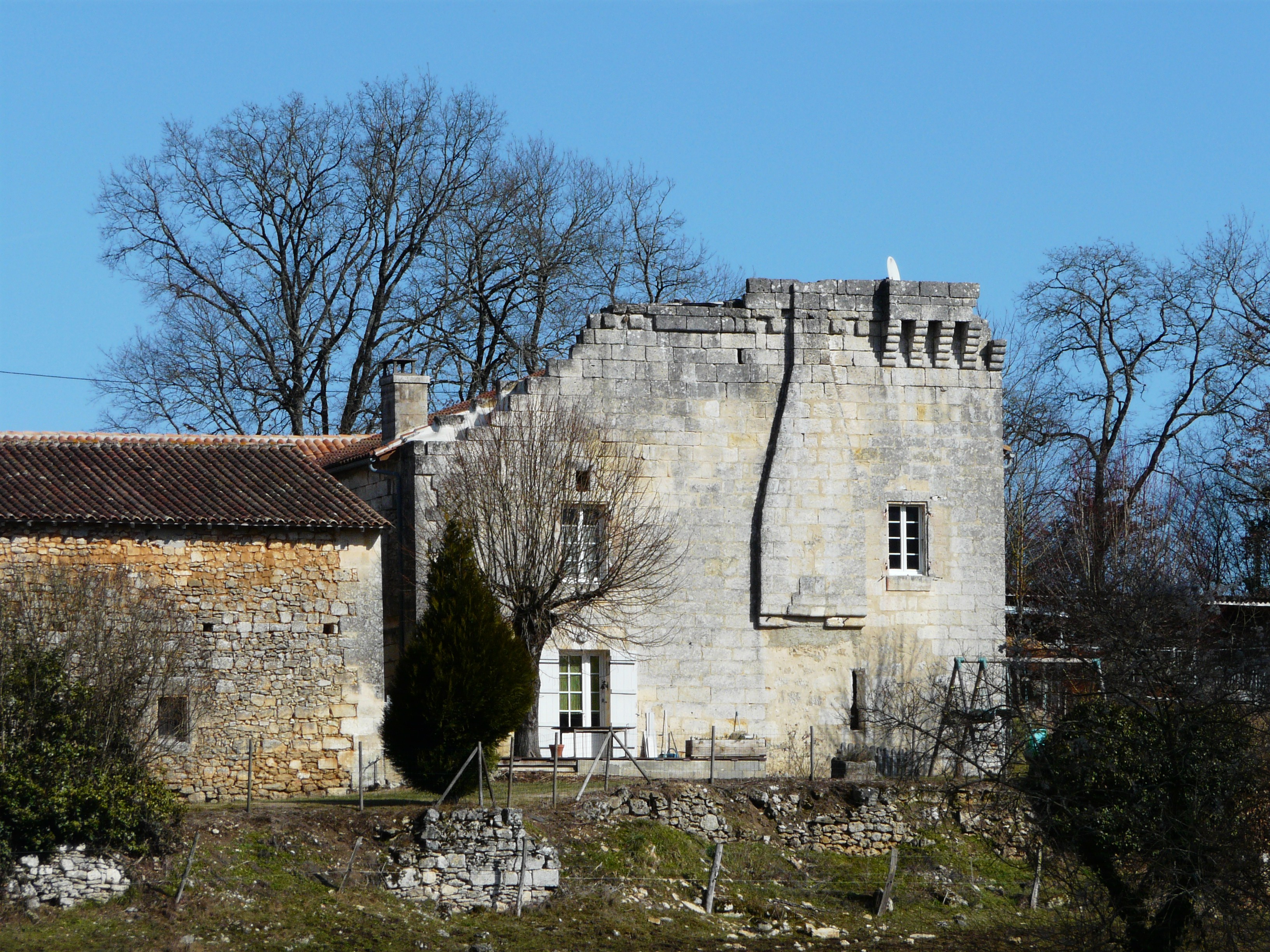
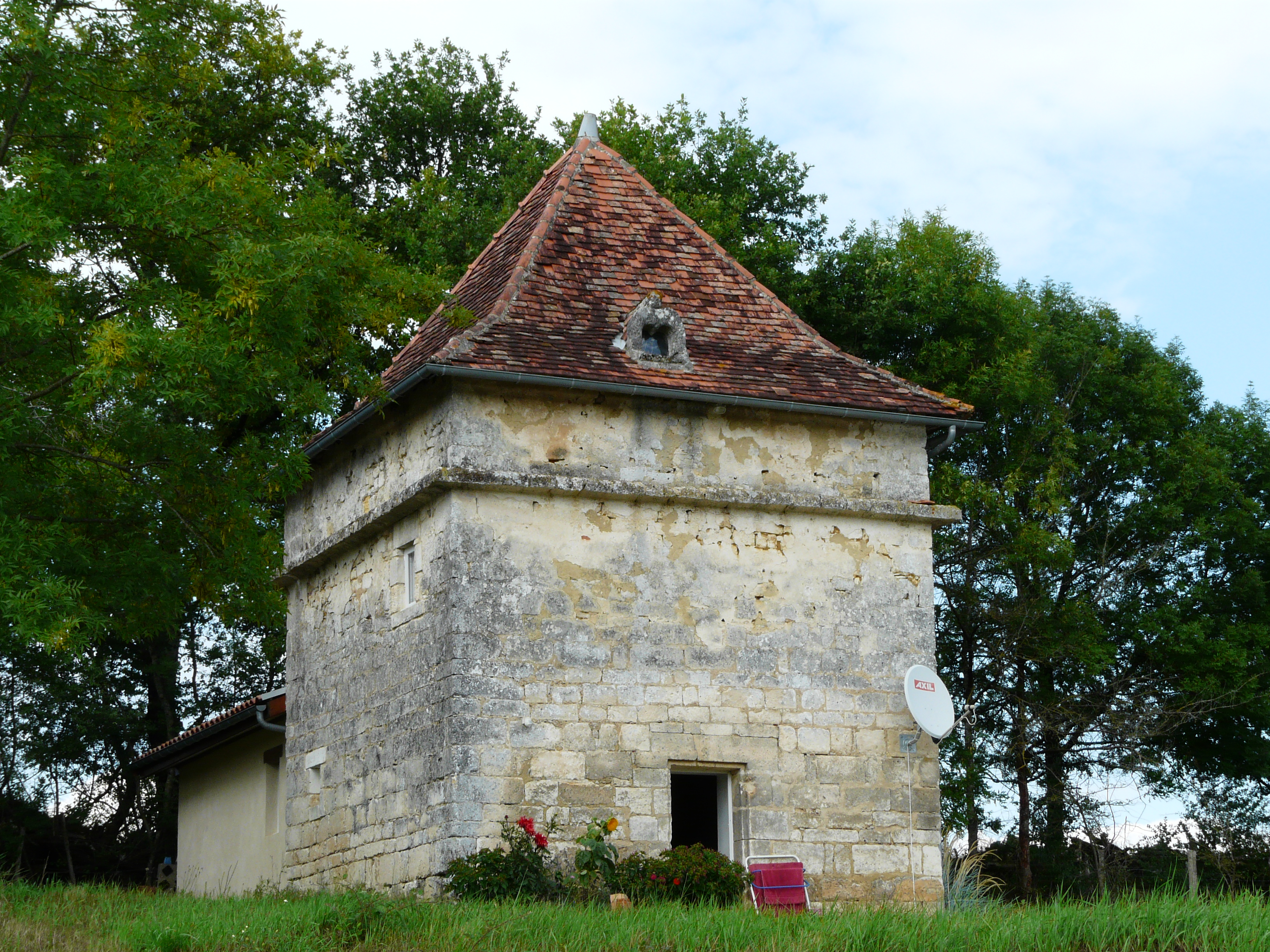
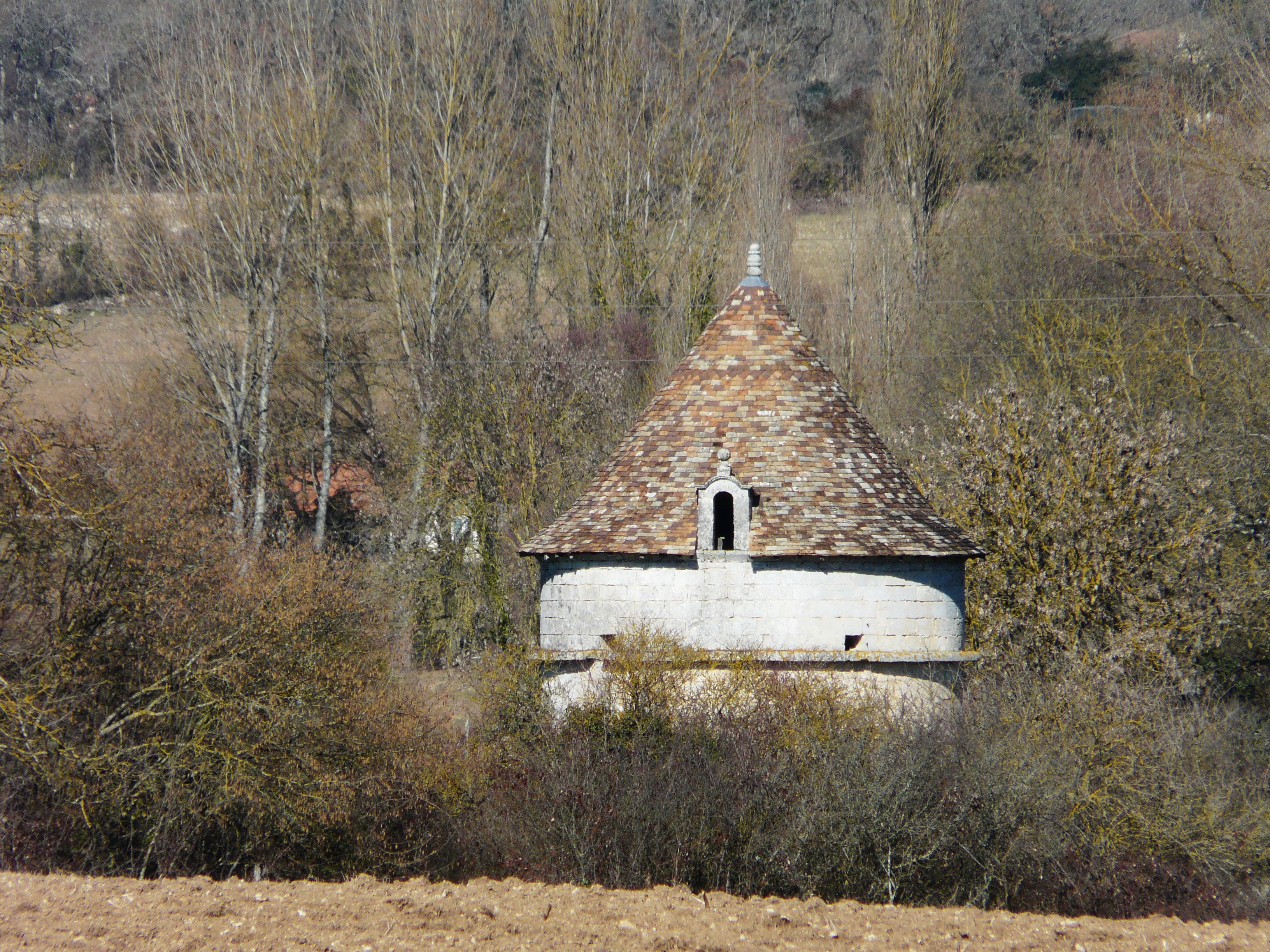